# RAL 991 A3
RAL  991 A3 ist eine RAL-Vereinbarung zur Regelung der Reinigung von textilen Bodenbelägen und gilt als Industriestandard in der Reinigungsbranche.

## Geschichte
Die erste RAL-Vereinbarung (RAL 991 A2) zur Reinigung von textilen Bodenbelägen stammt aus dem Jahr 1974 und beschrieb erstmals ein einheitliches Vorgehen und die Besonderheiten der einzelnen Belagsarten. Die RAL-Vereinbarung wurde mit der Ausgabe RAL 991 A3 vom Januar 2005 mit den zwischenzeitlich hinzugekommenen und modifizierten Reinigungs- und Installationsverfahren textiler Bodenbeläge angepasst. Die aktuelle Ausgabe stammt vom April 2013.

## Reinigungsarten nach RAL
Zur Reinigung von Teppichen und Teppichböden werden Unterhalts- und Intensivreinigungen genutzt. Unter dem Begriff „Unterhalts-Reinigung“ versteht man die tägliche oder regelmäßige Entfernung von Flecken und das gründliche Absaugen des losen Schmutzes mit einem Bürstenstaubsauger. Intensivreinigungen sind darüber hinausgehende aufwendigere Reinigungen mit Reinigungsmitteln und speziellen Maschinen.

## Reinigungsschema
Die Reinigung erfolgt nach dem folgenden Schema:
1. Prüfen der Belagsart (Schlingen aus Garn, Velours, Nadelfilz und Kugelgarn, Naturfasern)
2. Prüfen der Befestigungsart
3. Saugen mit einem Bürstenstaubsauger
4. Prüfen der Verfleckung und Detachur, das heißt entfernen bzw. vorbehandeln von hartnäckigen Flecken mit einem geeigneten Mittel (Fleckentfernung)
5. Grundreinigung
6. Prüfen der Verfleckung mit Nach-Detachur
7. Saugen mit einem Bürstenstaubsauger

## Verfahren
Die Auswahl des Reinigungsverfahrens, das über die reine Unterhaltsreinigung hinausgeht, erfolgt nach der Belagskonstruktion, nach Art und Zustand der Verlegung, nach dem Verschmutzungsgrad und objektbezogenen Bedürfnissen.

### Trockene Verfahren

#### Trockensaugen
Beim Trockensaugen mit dem Staubsauger wird die lose Verschmutzung durch die Verwendung eines Staub- oder Bürstsaugers entfernt. Der Bürstsauger ist mit einer Bürstenwalze ausgestattet, um die Entfernung von Haaren und tiefsitzendem Schmutz zu ermöglichen und dabei den Flor aufzubürsten.

#### Padreinigung
Bei der Padreinigung wird mit einer Einscheibenmaschine (ESM) gearbeitet. Auf dem Pad-Halter der Maschine, einer horizontal drehenden Scheibe, wird ein Pad aus Textilfasern montiert. Die Reinigungslösung wird vorgängig mit einem Drucksprüher auf das Pad gesprüht. Der Teppich wird dann mit einem Drucksprüher oder der Sprayeinheit der ESM eingesprüht und mit der ESM abgefahren und so der gelöste Schmutz im Pad festgehalten. Das Pad wird, nachdem es durch die Schmutzaufnahme gesättigt ist, durch ein frisches ersetzt oder gewendet.
Das Thermopadverfahren wird mit einer ESM mit eingebauter Heizung durchgeführt. Dies führt zu einer rascheren Trocknung sowie einer besseren Schmutzlösung. Beim Oszillationspad-Verfahren schwabbelt das Pad, was in einer besseren Tiefenwirkung und Schmutzlösung resultiert.
Eine spezielle Variante ist ein Pad, das immer paarweise in Verbindung mit einem Doppelfahreimer eingesetzt wird. Ein Pad liegt immer zur Aufbereitung in einem mit klaren Wasser gefüllten Eimer des Doppelfahreimers. Bevor es zur Nutzung eingesetzt wird, kommt es in die Presse. Mittels des Pressvorganges wird der Feuchtigkeitsgrad des Pads bestimmt. Somit ist ein Pad immer im Reinigungseinsatz, während das andere Pad immer in einem Eimer des Doppelfahreimers zur Aufbereitung liegt. Die Aufbereitung ist notwendig, um den Saugkern in Verbindung mit der speziellen Reinigungschemie die notwendige Zeit zur Schmutzlösung/Entspannung zu geben.
Bei allen Varianten kann im Anschluss ein spezielles Trocknungspad verwendet werden. Alle Pads können nach Gebrauch, unter Beachtung der Waschanleitung, in der Waschmaschine gewaschen werden.

#### Trockenextraktion
Bei der Trockenextraktion, die auch als Pulverreinigung, Trockensaug- oder Granulatreinigungsverfahren bezeichnet wird, werden je nach Anbieter unterschiedliche Materialien eingesetzt. Als Medium wird ein leicht feuchtes, schwammähnliches Schrot oder Granulat verwendet, welches mit einem Reinigungsmittel (Alkoholbasis, tensidhaltig oder -frei) versehen ist. Dieses wird gleichmäßig auf dem Boden verteilt, von Hand oder maschinell und mit einer Maschine mit zwei kontrarotierenden Walzenbürsten in den Teppichboden eingearbeitet. Dabei löst das Reinigungsmittel den Schmutz von den Teppichfasern und bindet den Schmutz mittels Adsorption in bzw. Absorption an das Granulat. Nach vollständiger Trocknung bzw. Verdunstung des Reinigungsmittels wird das schmutzbeladene Granulat mit einem Bürstsauger abgesaugt. Es gibt auch Maschinen, die gleichzeitig als Bürstsauger verwendet werden können.

#### Trockenschaum
Beim Trockenschaumverfahren wird mit einer ESM in einem Schaumgenerator ein relativ trockener  detergenshaltiger Schaum erzeugt, der Feuchtigkeitsgehalt kann am Generator zwischen zwei und zehn Prozent eingestellt werden. Nun wird dieser mit einem Bürstenpad eingearbeitet. Beim „Von-Schrader-Verfahren“ wird der Trockenschaum, der hier allerdings immer ca. zehn Prozent Feuchtigkeitsgehalt aufweist, erzeugt und auf den Boden aufgebracht. Dann wird er mit einer Walzenbürste in den Boden eingearbeitet, dabei löst der Schaum den Schmutz und wird sofort danach von derselben Maschine praktisch vollständig wieder in einen Tank aufgesaugt.
Nach vollständiger Trocknung werden in beiden Fällen die kristallinen Schaumrückstände mit einem Bürstsauger abgesaugt.

### Nassreinigung

#### Shampoonierung
Beim Shampoonierverfahren wird ein Nassschaum in den Teppich eingearbeitet. Die dazu verwendeten Einscheiben- oder Mehrscheibenmaschinen haben auf der Unterseite eine horizontal drehende Tellerbürste mit Kunststoff- oder Naturfaserborsten. Diese eingebrachten Mittel müssen im Anschluss entweder durch eine Sprühextraktion oder, bei auskristallisierenden Produkten, durch Nass- und Trockensaugung entfernt werden. Die Variante Shampoonieren und im Anschluss Sprühextrahieren ist die gründlichste Reinigungsmethode.

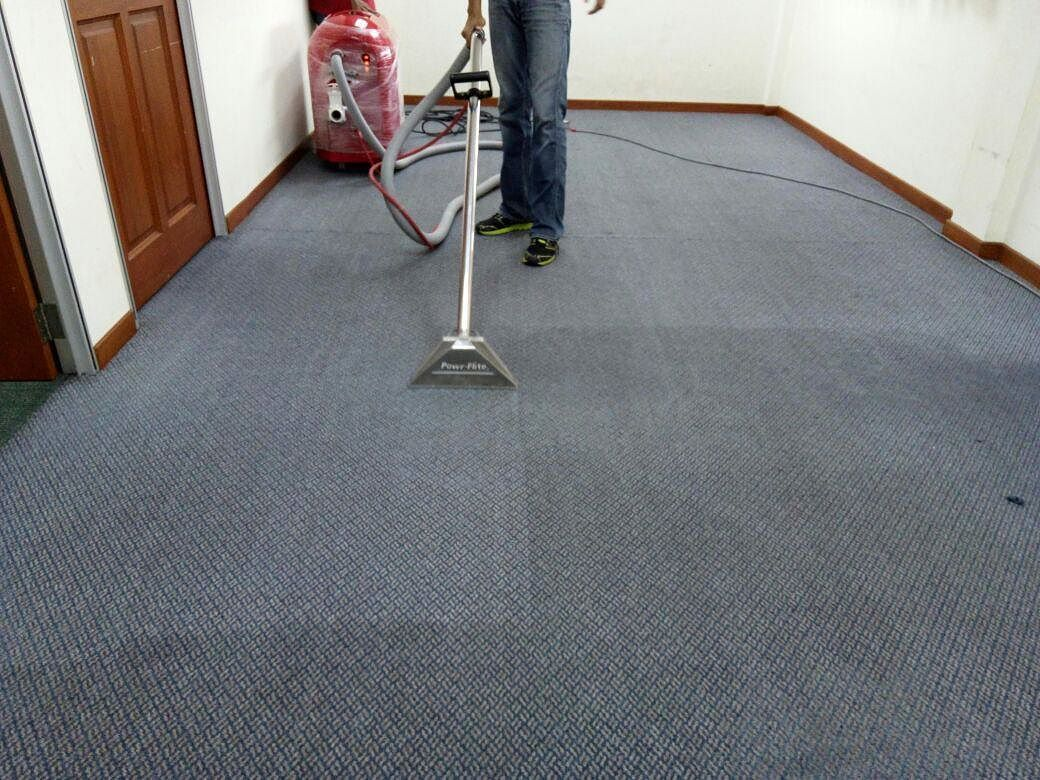
Sprühextraktion eines Teppichs

#### Sprühextraktion
Beim Sprühextraktionsverfahren erfolgt das Aufsprühen und Absaugen der möglichst tensidfreien Reinigungsmittellösung unmittelbar nacheinander mit demselben Gerät. Die Geräte besitzen dazu eine in Arbeitsrichtung vorn liegende Düse, mit deren Hilfe die Reinigungsmittellösung unter Druck in das Teppichmaterial eingesprüht wird. Dahinter sitzt eine Absaugdüse, mit der die gerade in den Boden eingebrachte Flüssigkeit wieder abgesaugt und in den Schmutzwassertank des Geräts überführt wird. Ebenso muss bei stärkerer Verschmutzung mit einem Drucksprüher vorbehandelt werden. Nachfolgend muss mit klarem Wasser nachspült werden, um Reinigungsmittelrückstände zu entfernen. Es sollte normalerweise mit lauwarmem Wasser (30 °C) gearbeitet werden. Bei Heißwasser ab 60 °C wird eine Desinfektion erreicht. Es kann aber auch mit Isopropanol oder CO2-haltigen Produkten extrahiert werden. Werden spezielle Absaugköpfe oder Maschinen mit drehenden Bürsten verwendet, spricht man von Fastraktion. Es gibt auch Absaugköpfe, welche mit mehreren Düsen und drehenden Saugbalken versehen sind. Es gibt auch Systeme, welche die Reinigungslösung unter zusätzlichem Luftdruck einsprühen, wie bei einer Detachierpistole in der chemischen Reinigung. Es können auch Saugkraftverstärker zwischengeschaltet werden, damit erreicht man eine größere Absaugleistung. Nach der Reinigung muss der Teppich trocknen, zur schnelleren Trocknung kann bei größeren Flächen auch ein Gebläse eingesetzt werden.

### Fleckenentfernung (Detachur)
Die Detachur dient dazu, Flecken-Verschmutzungen zu entfernen bzw. vorzubehandeln, die durch andere Teppichreinigungsmethoden nicht oder nicht genügend entfernt werden können. Hierzu gibt es verschiedene speziell abgestimmte Mittel, die zur Anwendung kommen. Die Detachur wird sowohl vor als auch nach einer Teppichreinigung angewendet.